# 정광민
정광민(丁光珉, 1976년 1월 8일 ~ )은 대한민국의 축구 선수로서 포지션은 공격수 및 공격형 미드필더였으며 FC 서울 소속으로 뛰다가 은퇴는 대구 FC에서 하였다. 현재 부산 아이파크 코치로 활동하고 있다.

## 클럽 경력
1998년 안양 LG 치타스 (현 FC 서울)에 입단하여 좋은 활약을 펼치다 2003시즌 개막전 음주 문제로 구단과 마찰을 빚고 팀을 떠났다 2004년 말 현역으로 광주 상무 불사조에 입대하여 2006년 11월 전역하고 2007년 1월 서울로 복귀하였다.
서울에서 재기를 노렸지만2007년 7월 31일 대구 FC로 이적하였다.

## 경력 목록

### 클럽 경력
- 1998년 ~ 2002년  안양 LG 치타스
- 2005년 ~ 2006년  광주 상무 불사조 (입대)
- 2007년  FC 서울
- 2007년  대구 FC

## 수상 내역

### 클럽

#### FC 서울
- K리그 우승 1회 : 2000

## 참조
1. ↑  “'영파워' 업그레이드, 안양 LG치타스”. 오마이뉴스. 2003년 3월 27일.
2. ↑  “'승리를 부르는 파랑새' 정광민, FC 서울 복귀”. 2019년 2월 27일에 원본 문서에서 보존된 문서. 2019년 2월 27일에 확인함.
3. ↑  재기 노리는 박성배-정광민 '팀공격력 내게 맡겨!
4. ↑  대구FC 정광민선수 영입